# غافات
الغافات هي لغة يتحدث بها الناس في منطقة النيل الأزرق غرب الحبشة، وقد تغلبت عليها الأمهرية فاختفت من الوجود، وتقوم دراستها على ترجمة نشيد من الاناشيد الامهرية إلى هذه اللغة.